# Pedro López de Luna
Pedro López de Luna o Pero López de Luna (m. 1182) fue un caballero aragonés del linaje de los Luna, de la rama Ferrench de Luna. 

## Biografía
Era el hijo primogénito de Lope Ferrench I de Luna, II señor de Luna, y de su esposa Urraca Atarés.
Fue el III señor de Luna en calidad de tenente.
Se casó con Mayor de Pallars con quién concibió a Lope Ferrench II de Luna, que fue el IV señor de Luna.
En 1177, ingresó en la Orden de San Juan en Aragón y Cataluña, convirtiéndose ese mismo año en maestre provincial de la misma. 